# Жарко Кнежевић
Жарко Кнежевић (Мојановићи, 17. јул 1947 — Београд, 30. октобар 2020) био је југословенски и српски кошаркаш.

## Играчка каријера
Рођен је у Мојановићима 17. јула 1947. године. Рано је остао без оца, одгајала га је мајка као једно од троје деце. Похађао је средњу техничку школу. Професор физичког васпитања Владо Ивановић је веровао у њега и подстицао га да се бави спортом, а 1966. године је уврштен у селекцију Црне Горе на међурепубличким такмичењима Југославије.
Од 20. септембра 1968. постао је члан ОКК Београда. Имао је прилику да освоји први Куп Радивоја Кораћа 1972. године али је његов тим био лошији у две утакмице финала са загребачком Локомотивом. У екипи ОКК Београда је провео девет сезона без прекида од 1968 до 1977, годину и по дана игра у немачком Хагену, а пола сезоне у Фенербахчеу из Истанбула. Враћа се у ОКК Београд у сезони 1979/80, потом одлази у Будућност из Титограда где игра две сезоне. Завршио је каријеру у ОКК Београду у сезони 1982/83. када је имао 36 година. Укупно је провео 11 сезона у ОКК Београду, постигао 2.289 кошева на 224 прволигашке утакмице и само је пет играча одиграло више сезона за ОКК Београд у историји клуба.
За репрезентацију Југославије је дебитовао на турниру у Бриндизију у лето 1970. године и непрекидно игра за репрезентацију до 1974. године не пропуштајући ниједно такмичење. Одиграо је за национални тим преко 150 утакмица, што га сврстава међу играче са највише наступа у репрезентацији Југославије. Освојио је сребро на Европском првенству у Западној Немачкој 1971. године, пето место на Олимпијади у Минхену 1972 године, златну медаљу на Европском првенству у Шпанији 1973. године и сребрну медаљу на Светском првенству у Порторику 1974. године.
По завршетку играчке каријере, отворио је ресторан по имену „Зетски дом“ у Београду. Преминуо је после дуге и тешке болести 30. октобра 2020. године у Београду.